# Quim Bigas
Quim Bigas (Malgrat de Mar, 1984) és un coreògraf català. Viu a cavall entre Copenhaguen i Barcelona. Els seus estudis han combinat la formació en Dansa Moderna i Teatre Musical a l'Escola Company&Company de Barcelona, dansa contemporània a Salzburg Experimental Academy of Dance, la recerca artística a School for New Dance Development d'Amsterdam i el Grau, inacabat, en Informació i Documentació a la Universitat Oberta de Catalunya (UOC). Al 2017, obté el Màster en Belles Arts, especialització en coreografia, al Departament de Dansa i Circ (DOCH) d'UNIARTS, Estocolm. Al 2018, comença la seva tasca com a professor associat en coreografia a Den Danske Scenekunst Skolen de Copenhagen.
Començar la seva trajectòria professional, al 2008, ja combinant la creació pròpia i el treball amb altres creadors. Com a intérpret, ha treballat amb Christine Gaigg, Xavier le Roy, Aitana Cordero o El Conde de Torrefiel, per destacar-ne alguns. Al llarg dels anys, ha col·laborat i co-creat projectes amb Aitana Cordero, Carme Torrent, Costas Kekis, Hotel (col·lectiu escènic), FESTUCS o CARNE FIESTA. Al 2018, co-crea juntament amb Zum-Zum Teatre, l'espectacle de carrer "HIPPOS" el qual va guanyar el Premi Moritz a la Millor Estrena de Fira Tàrrega 2018.
El seu treball propi ha combinat i experimentat amb diversos formats creatius. Entre alguns dels seus projectes hi destaquen "MOLAR" (amb el qual va guanyar el Premi Aplaudiment FAD Sebastià Gasch a la Creació Emergent),"APPRAISERS" o "LA LLISTA". A l'octubre del 2019, estrena al Mercat de les Flors, Desplaçament Variable.
Entre el 2018 i el 2021 forma part del projecte europeu Dancing Museums.